# Dystrykt Brody
Dystrykt Brody (niem. Kreisdistrikt Brody) – jednostka administracyjna Cesarstwa Austrii w Królestwie Galicji i Lodomerii w latach 1775–1782, w obrębie cyrkułu lwowskiego.

## Historia

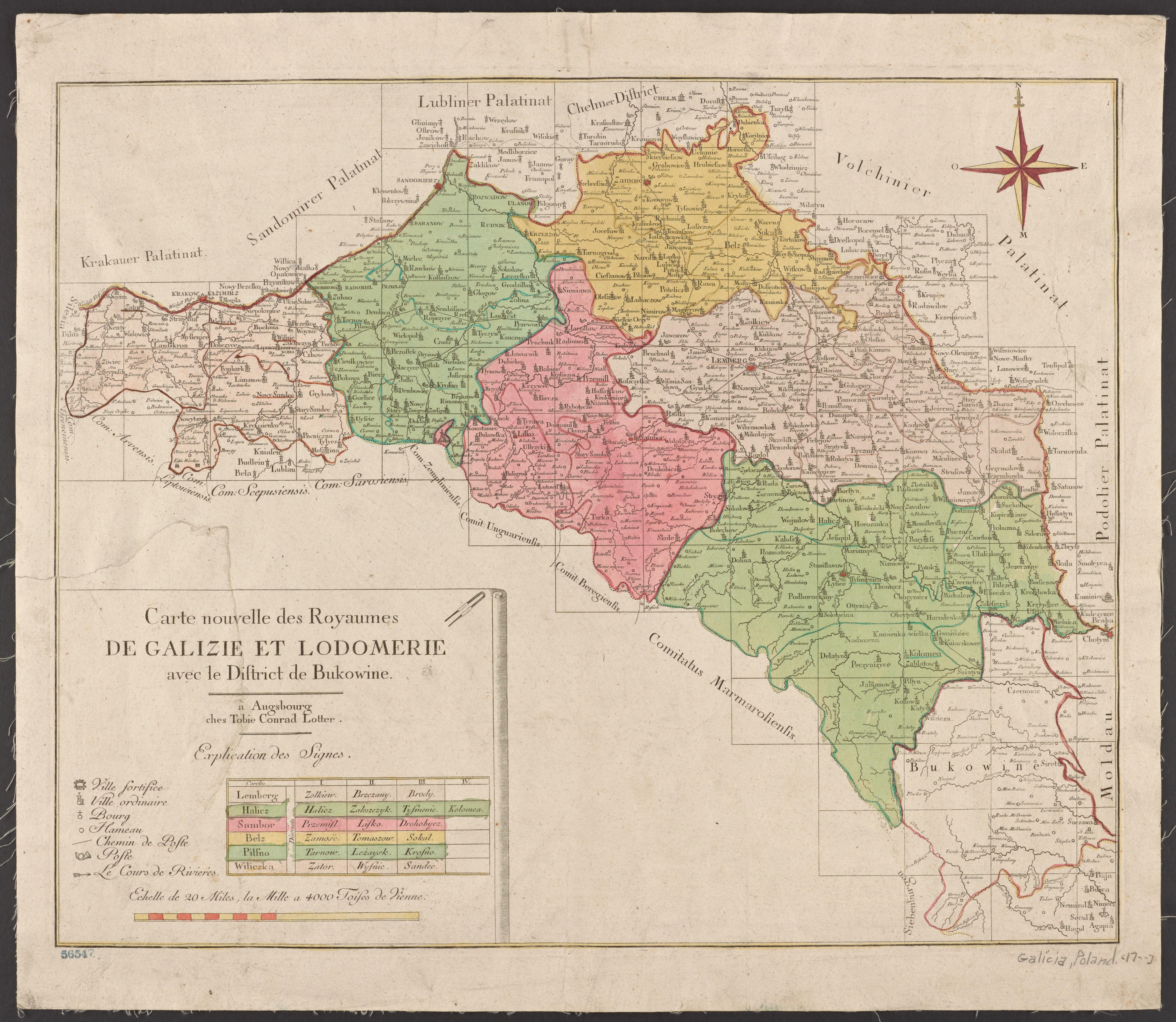
Dystrykt Brody w granicach cyrkułu lwowskiego (ok. 1780)

Dystrykt Brody z siedzibą w Brodach utworzono w 1775 roku na ziemiach polskich zagarniętych przez Austrię podczas I rozbioru.
Od 1773 roku Galicja była pod względem administracyjnym podzielona na sześć cyrkułów, które z kolei byly podzielone na 59 dystryktów. Jednak już na konferencji Kancelarii Nadwornej z 14 marca 1774 stwierdzono, że tak duża liczba dystryktów może być uzasadniona jedynie w sytuacji, kiedy przed naczelnikami stoją liczne i istotne zadania. W związku z tym ustalono ogólną zasadę, że konieczna będzie znaczna redukcja ich liczby. Zgodnie z tym stanowiskiem, 21 czerwca 1774 gubernator przedstawił swoje wnioski dotyczące reorganizacji. W odpowiedzi otrzymał dekret z 3 sierpnia 1774 roku, w którym poinformowano, że cesarzowa Maria Teresa Habsburg wyraziła zasadniczą zgodę na proponowane zmiany – pod warunkiem, że ich wdrożenie nie opóźni prac nad wprowadzeniem systemu podatkowego oraz regulacji urbarialnej. W kolejnym memoriale z 11 października 1774 gubernator przedstawił szczegółowy plan reorganizacji, który został zatwierdzony rezolucją Kancelarii Nadwornej z 14 marca 1775.
W efekcie tych działań liczba dystryktów w cyrkule lwowskim została zredukowana z dziesięciu do trzech. Jednym z nich był dystrykt Brody, który utworzono z dotychczasowych dystryktów Brody I, Brody II i Zborów.
Siedzibą dystryktu zostały Brody. Do dystryktu należały miasta: Biały Kamień, Brody, Jezierna, Kozłów, Leszniów, Markopol, Olesko, Podkamień, Stanisławczyk, Szczurowice, Tarnopol, Załoźce Nowe, Załoźce Stare, Zarudzie, Zbaraż, Zbaraż Stary, Zborów. Część z nich została w kolejnych latach sklasyfikowana jako miasteczka.

### Zmiana granicy polsko-austriackiej
Na uwagę zasługuje fakt, że granica polsko-austriacka miała początkowo (od 1772) nieco inny przebieg w rejonie cyrkułu lwowskiego, obejmując także wsie Rakowiec i Hniezydyczna. W 1775 roku weszły one w skład dystryktu Brody. Na mocy porozumienia zawartego 9 lutego 1776 roku, Austria przekazała Polsce z powrotem ten obszar Polsce, który powrócił do województwa wołyńskiego. Ostateczne wytyczenie granic miało miejsce na początku 1777 roku.

### Reforma i zniesienie dystryktu

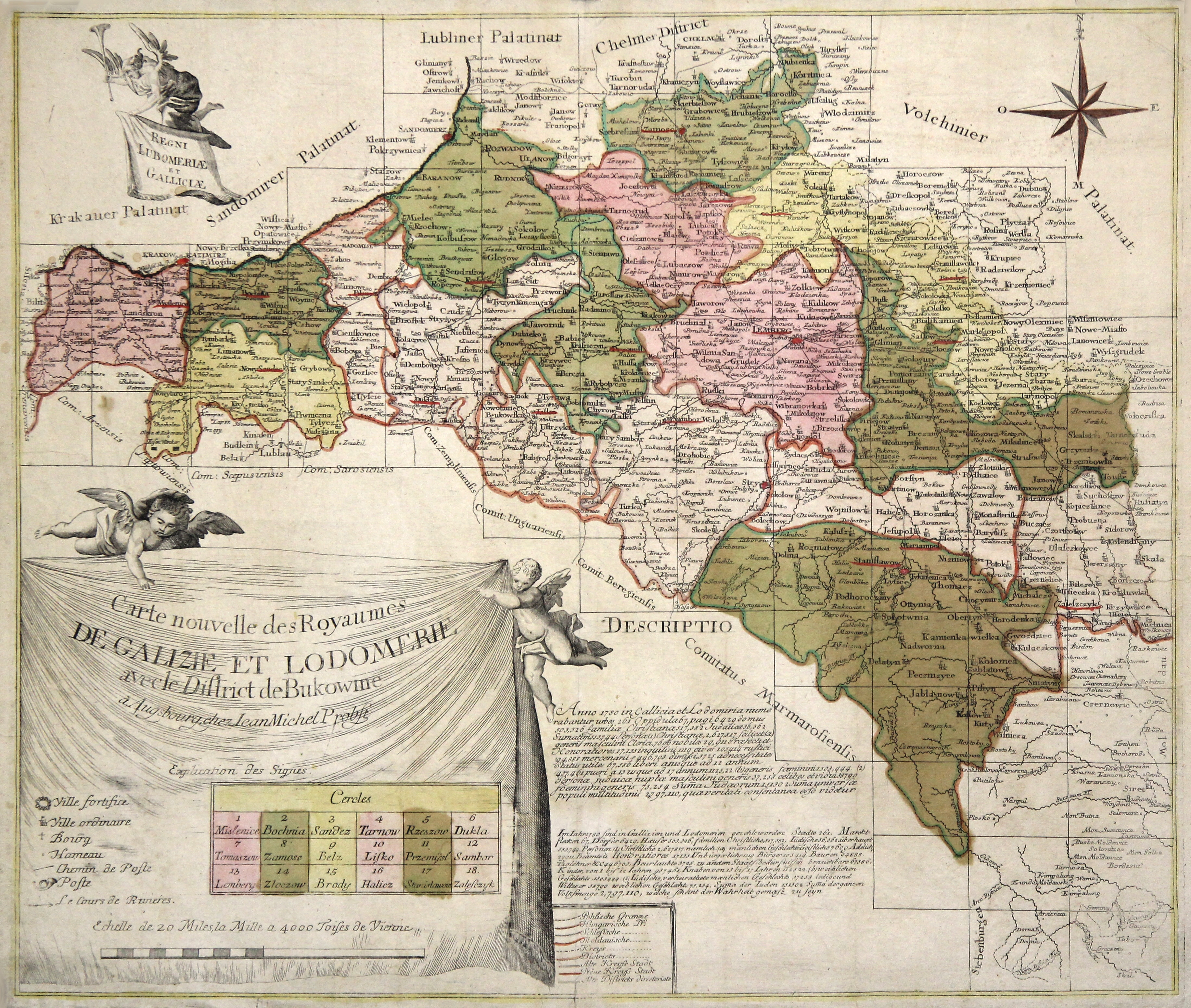
Projekt nowego podziału Galicji na cyrkuły z 1780 r.

2 września 1780 kancelaria nadworna wydała dekret, w którym poinformowała gubernatora o nowych decyzjach w sprawie organizacji administracyjnej. Cesarzowa Maria Teresa Habsburg już od dłuższego czasu planowała wprowadzenie reform mających na celu dostosowanie ustroju Galicji do zasad obowiązujących w niemieckich krajach dziedzicznych. Właśnie zapadła kluczowa decyzja o przekształceniu dotychczasowych dystryktów w cyrkuły. W związku z tym polecono rozpoczęcie prac nad opracowaniem planu reorganizacji. Jednocześnie określono główne wytyczne, które miały stanowić podstawę przy tworzeniu tego planu. Szczególny nacisk położono na to, aby siedziby władz cyrkułów znajdowały się możliwie jak najbliżej ich centrum. Choć zalecano, aby obszary poszczególnych cyrkułów były w miarę równe pod względem powierzchni, nie należało traktować tej zasady zbyt rygorystycznie – w przypadku istnienia ważnych powodów możliwe były odstępstwa od równomiernego podziału. Zwrócono również uwagę, że nie powinno się bez wyraźnej potrzeby zmieniać lokalizacji siedzib władz, ponieważ wiązałoby się to z licznymi trudnościami – między innymi z koniecznością przeniesienia archiwów, które przez osiem lat znacznie się rozrosły. Na zakończenie podkreślono wagę odpowiedniego doboru kadry kierowniczej do obsadzenia nowych stanowisk.
Zgodnie z przyjętymi wytycznymi opracowano memoriał z 1 grudnia 1780, w którym przedstawiono projekt nowego podziału administracyjnego Galicji na 18 mniejszych cyrkułów na bazie dotychczasowych osiemnastu dystryktów. Według tych założeń dystrykt Brody miał być przekształcony w nowy cyrkuł brodzki. Plan ten został zatwierdzony i wszedł w życie w 1782 roku, co jednocześnie oznaczało zniesienie dystryktu Brody (a zarazem wielkiego cyrkułu lwowskiego).